# Fiodor II Borysowicz
Fiodor II Borysowicz (ur. 1589, zm. 10 czerwca?/20 czerwca 1605) – car rosyjski od 23 kwietnia do 7 czerwca 1605, syn Borysa Godunowa.

## Życiorys
10 czerwca?/20 czerwca 1605 roku został, razem z matką, uduszony w swoim apartamencie przez zwolenników Dymitra Samozwańca. Jego krótkie rządy przypadły na początek okresu tzw. wielkiej smuty w Rosji.